# Brand
 For alternative betydninger, se Brand (flertydig). (Se også artikler, som begynder med Brand)
 Der er for få eller ingen kildehenvisninger i denne artikel, hvilket er et problem. Du kan hjælpe ved at angive troværdige kilder til de påstande, som fremføres i artiklen.

Ved en brand eller ildebrand forstås almindeligvis, at en bygning, en bil, et skovområde eller lignende omspændes af ild/flammer. Normalt er der tale om en ukontrolleret tilstand med skadelige virkninger til følge. En brand er en kemisk proces, hvorved et brændbart stof reagerer med med luftens ilt under varmeudvikling.
En brand er i fast materiale afhængig af en antændelsestemperatur. I modsætning til en brand i fast stof kan en væske ikke brænde. Det er dampene herfra, der brænder. Er væsken i stand til at afgive antændelige dampe, brænder disse ved den pågældende væskes flammepunkt.

## Årsager til brande
En brand kan være påsat af mennesker, eller den kan skyldes andre utilsigtede påvirkninger såsom kemiske reaktioner, overophedning fra sollys eller andre varmekilder.
De mest almindelige årsager til skovbrand her i Danmark er uforsigtighed med bål eller cigaretskod samt gnister fra maskiner, der benyttes i skoven.
De mest almindelige årsager til brand i huse er rygning i sengen, efterladte stearinlys, efterladte gryder på tændt komfur eller elektriske varmekilder for tæt på brændbart materiale (glemt at slukke strygejern eller brødrister, eller gardiner og tæpper for tæt på elradiator).
De hyppigste årsager til bilbrande er kollisionsbrande (f.eks. sammenstød), uforsigtighedsbrande (f.eks. rygning), katalysator (f.eks. udstødning), elanlægget og bevidst ildspåsættelse (se evt. Pyromani).